# Cambozola

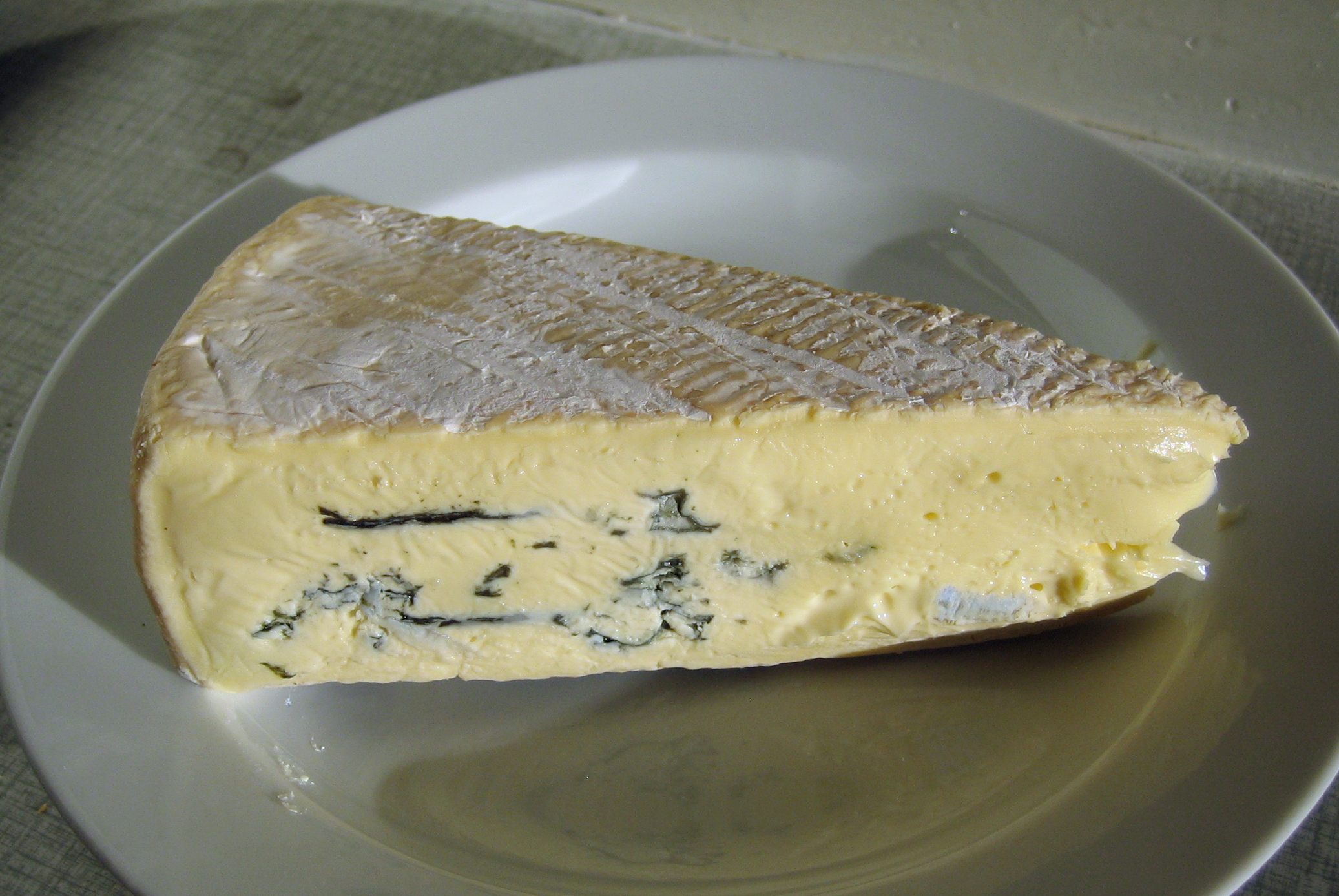
Queijo Cambozola

Cambozola é um queijo de leite de vaca que é uma combinação do Camembert francês com o Gorgonzola italiano. Este queijo foi patenteado e produzido industrialmente para o mercado mundial pela companhia alemã Champignon nos anos 70. O mesmo (originalmente chamado Baviera Blu), foi inventado por volta de 1900 e é ainda produzido pela família Bergader na região de Chiemgau na Baviera.
É feito com o mesmo fungo azul Penicillium roqueforti usado na produção do Gorgonzola, do Roquefort e do Stilton. Creme é adicionado ao leite, dando ao Cambozola uma consistência rica. A capa deste queijo é similar ao Camembert. Cambozola é mais suave que tanto o Gorgonzola quanto o Camembert.
O nome do queijo parece ser um híbrido entre Camembert e Gorgonzola, já que seu perfil combina a característica cremosa e húmida do Camembert com a força do Gorgonzola.